# 义城站 (合肥)
义城站位于中华人民共和国安徽省合肥市包河区（滨湖新区）上海路与紫云路交叉口地下，是合肥轨道交通5号线与建设中的7号线的地铁换乘站。

## 车站结构
义城站位于上海路与紫云路交叉口，为5号线与7号线换乘站， 5号线沿上海路东侧规划绿化带南北向布置。7号线车站沿紫云路东西向布置，5号线车站为地下两层双柱三跨岛式车站，站台宽度14m。7号线车站为地下三层双柱三跨岛式车站，站台宽度14m。